# Марія-Крістіна Австрійська (1983)
Марія-Крістіна Австрійська (фр. Marie-Christine de Habsbourg-Lorraine, нім. Marie Christine von Österreich), повне ім'я Марія-Крістіна Анна Астрід Зіта Шарлотта (нар. 31 липня 1983) — представниця бельгійської та люксембурзької знаті з Габсбург-Лотаринзької династії, донька ерцгерцога Австрійського Карла Крістіана та люксембурзької принцеси Марії-Астрід, дружина графа Лімбург-Штірум Рудольфа, небога правлячого великого герцога Люксембургу Анрі.

## Біографія
Марія-Крістіна народилась 31 липня 1983 року у Брюсселі. Вона стала первістком в родині ерцгерцога Австрійського Карла Крістіана та його дружини Марії-Астрід Люксембурзької. Згодом в сім'ї з'явились троє синів та ще одна донька.
У віці 25 років Марія-Крістіна вийшла заміж за 29-річного Рудольфа Лімбург-Штірума, представника старовинного вестфальського дому, медіатизованого під час розпуску Священної Римської імперії.Весілля відбулося 6 грудня 2008 року у Мехелені. О 15.00 годині в міській мерії пройшла цивільна церемонія, а о 16.00 — у катедральному соборі святого Румбольта відбулося церковне освячення шлюбу.  Весільну сукню шив бельгійський дизайнер Ів Доомс. Образ нареченої доповнювала мережана фата імператриці Євгенії.. Подружжя має трьох синів. Родина  проживає в Аргентині.

## Родина
Чоловік — Рудольф, граф Лімбург-Штірумський
Діти:
- Леопольд (нар.2011);
- Костянтин (нар.2013);
- Габріель (нар.2016).

## Цікаві факти
- Аделаїда Драпе-Фріш, дружина Крістофа Австрійського,[4] у день свого весілля, 29 грудня 2012 одягала ту ж тіару, що й Марія-Крістіна.[5]